# Najib El Allouchi
Najib El Allouchi (Tilburg, 3 giugno 1988) è un ex giocatore di calcio a 5 olandese.

## Carriera
Fin dal suo debutto, El Allouchi era considerato uno dei più estrosi calcettisti olandesi della sua generazione. Tuttavia, la sua carriera è stata frenata da una costituzione fisica precaria: all'età di vent'anni aveva già subito tre operazioni al menisco. El Allouchi ha debuttato nella Nazionale di calcio a 5 dei Paesi Bassi il 24 aprile 2006 in occasione di un incontro amichevole contro la Slovenia finito 0-0. Due anni più tardi ha preso parte, come capitano della Nazionale Under-21, al Campionato europeo.